# Vesioli (Voznesénskaya, Labinsk, Krasnodar)
Vesioli (del ruso: Веселый) es un posiólok del raión de Labinsk del krai de Krasnodar, en el sur de Rusia. Está situado 32 km al sureste de Labinsk y 174 km al sureste de Krasnodar, la capital del krai. Tenía 523 habitantes en 2010
Pertenece al municipio Voznesénskoye.